# Манзенский сельсовет
Манзенский сельсовет — сельское поселение в Богучанском районе Красноярского края.
Административный центр — посёлок Манзя.
В 1989 году из Манзенского сельсовета выделен Нижнетерянский сельсовет.

## Население
| 2010 | 2012  | 2013  | 2014  | 2015  | 2016  | 2017  |
| ---- | ----- | ----- | ----- | ----- | ----- | ----- |
| 2130 | ↘2049 | ↘1955 | ↘1881 | ↘1831 | ↘1788 | ↘1752 |

## Состав сельского поселения
| № | Населённый пункт | Тип населённого пункта          | Население |
| - | ---------------- | ------------------------------- | --------- |
| 1 | Манзя            | посёлок, административный центр | ↘1752     |

## Местное самоуправление
Манзенский сельский Совет депутатов
Дата избрания: 04.03.2012. Срок полномочий: 4 года
Глава сельсовета
- и. о. Безруких Елена Николаевна. Дата избрания: 14.03.2010. Срок полномочий: 4 года